# AD-LIVE
AD-LIVE（アドリブ）は、2008年から行われている日本の即興舞台劇。主宰は声優の鈴村健一。

## 概要
企画のきっかけとなったのは、アニメイトTV（現・アニメイトタイムズ）で配信されていたインターネットテレビ番組「鈴村健一の超人タイツ ジャイアント」で、2008年に開催した鈴村が脚本を書いたドラマCDの発売記念イベント「『鈴村健一の超人タイツ ジャイアント』微妙にスケジュールがあいませんでした ～SAKURAI～/～IWATA～」において、観客に詳細を伝えずに行った舞台が始まりである。プロジェクト名が指す通り、ほぼ全編アドリブ（ただし、この舞台の性質上、エチュードの様相を呈している）を主体としているが、これは当初、稽古をする時間を確保出来なかったために全部アドリブで行ったものが、舞台終了後のタネ明かしでの観客の評判が良かったためである。2008年の初公演から2012年までの鈴村以外のキャストは、前述のドラマCDに出演していた櫻井孝宏・岩田光央のみが出演していた（なお、演劇出身の岩田からは当初「こんなリスキーなことをやる人はいない」と強く反対されていた）が、鈴村が総合プロデューサーを務めるようになった2014年からは多数の声優がキャストとして参加している。

## 舞台上のルール
事前に決められているのは、世界観の設定とストーリーの進行に必要な最小限のプロットのみである。アドリブ舞台では世界観が設定されているだけでなく、例えばあるタイミングで電話に着信があったり、宅配便で荷物が届くなど、要所にはストーリーの進行に必要なプロットが組み込まれている。その上で、出演者の設定は日程ごとに毎回異なったものとなっており、出演者がどんな設定のキャラクターなのか事前に知ることなく舞台に上がる。本番で初めて共演者のキャラクターを知るため、そのキャラクター設定に適応しながらアドリブ芝居を展開しなければならなくなり、予想できない共演者のキャラクターに対してどう対応するのかというのがアドリブ舞台の見どころである。
一部の舞台ではキャストの他、案内役のストーリーテラーも舞台に上がることがある。

### アドリブワード
アドリブ舞台では一般募集したキーワードをセリフとして使うことができる。ただし、それらはひとまとめにアドリブバッグに詰めこまれた状態となっているため、どんなキーワードが出るかは本人もわからない。また、一度引いたキーワードの引き直しは出来ず、必ずセリフに組み込まなければならない。なお、キーワードを出すタイミングは本人の演技が続く間であるならば、キーワードを見た後で演技して、その後に出すこともできる。
場面にマッチした奇跡のようなキーワードを引くか、あるいはデタラメなキーワードを引くかといった具合で出演者同士を動かし、ここでも出演者のアドリブ能力が試される。

### 舞台設定
2008年（『鈴村健一の超人タイツ ジャイアント』微妙にスケジュールがあいませんでした ～SAKURAI～/～IWATA～）
「惑星ダーウィン」が地球に衝突する日に偶然出会った2人を描く。
2011年（『鈴村健一の超人タイツ ジャイアント』微妙にスケジュールがあいませんでした ～再会・SAKURAI～/～再会・IWATA～）
「惑星ダーウィン」衝突後の地球が舞台。「リチギー星人」によって惑星衝突は回避された代わりに人類が支配されることとなり、彼らがテレビ番組で企画したとあるゲームに巻き込まれる2人を描く。
2012年（『鈴村健一の超人タイツ ジャイアント』～ついにスケジュールがあいました 2012・秋～）
ロボットが店長を務めるコンビニを舞台に、店員・強盗・他の客というそれぞれの立場で3人がストーリーを進めていく。
2014年（AD-LIVE）
2008年の設定を踏襲し同じく「惑星ダーウィン」が地球に衝突する日に偶然出会った2人を描く。舞台が2面構成になっている。
2015年（AD-LIVE 2015）
テーマは「友達」。友達作りを斡旋する会社「トモダチファクトリー」を舞台に、トラウマを抱えた2人が様々な試練を乗り越え友情を育む。鈴村は2人を見守るスタッフ役として全公演に出演。
2016年（AD-LIVE 2016）
テーマは「会いたい人」。深層心理を舞台に、「ベルソン社」が開発した「マインドダイブ」で、心を閉ざしたり植物状態にある相手の心の中に入り込む。
2017年（AD-LIVE 2017）
テーマは「秘密」。キャラ設定、2人の関係、相手の知らない「キャラに関する秘密」と最後の行動が決められた上で、全12公演それぞれ違う舞台設定、脚本の下、「彩-LIVE」と称したアンサンブルキャストと共にストーリーを進めていく。途中、前述の「ヒミツ」が明らかにされる。
2018年（AD-LIVE 2018）
テーマは「究極のアドリブ」。「惑星ダーウィン」の発見記念パーティーを第1幕、ダーウィンが衝突する直前の10年後の地球を第2幕とした2部構成。第2幕ではストーリーテラーの鈴村が舞台に直接結末の行動以外の演習指示を出せるようになる。
2019年（AD-LIVE ZERO）
事前の世界観やギミックを定めず、人物設定・ギミック・世界観など全てをくじで決定する。また、くじによるそれらの設定は本番直前で行う。
2020年（AD-LIVE 2020）
テーマは「脱出」。リアル脱出ゲームの制作・運営を手掛けるSCRAPとコラボ。豪華客船を舞台に、謎解きをしながら即興劇を進めなければならない。
2021年（AD-LIVE 2021）
テーマは「建前と本音」。日本一のホテル王・叶夢ノ助が設立した「夢ノ助本舗」という会社を舞台に、各公演で同じ設定・ストーリーによる二幕構成で行われる。一幕では建前で、二幕では本音でそれぞれ物語を進行し、一幕目の演出やオチはくじ引きで設定する。鈴村は「ユメノスケ」というキャラクターで全公演に出演。
2022年（AD-LIVE 2022）
テーマは「痛快群像劇！」。各公演3名が出演し、とあるテレビ番組の生放送を舞台にした即興劇を作り上げる。3名の登場人物のうち、番組制作スタッフ（キャラクターA）と現場に偶然居合わせた謎の人物（キャラクターB）を12名の声優が演じ、番組に急遽出演することになった人物（キャラクターC）に「AD-LIVE」初出演となるレジェンド声優1名と2.5次元舞台を中心に活動する俳優5名が挑む。
2023年（AD-LIVE 2023）
テーマは「運命のやりなおし」。不慮のトラブルで突如命を落とした人物（キャラクターB）。予測しなかった神様は、ゆかりのある人物（キャラクターA）を召喚するが、縁があった人物は記憶も姿も別の人物になってしまい、命を落とした人間も記憶が曖昧な状態で復活してしまった。2人は神から与えられた「未来をも変える運命の玉」の力を使いながら真実の結末を目指す。特別公演ではゆかりのある人物（キャラクターA）が3人となり、本物が1人だけ混じっているというよりカオスな状況になる。キャラクターAの人物設定、向かうべき真実の結末などは運命の玉に書かれており、舞台公演本番中に明かされることとなる。。

## 主な出演者
鈴村健一（出場13回）
本企画の発案者であり、2015年より総合プロデューサーを務める。
森久保祥太郎（出場9回）
鈴村曰く「ミスターAD-LIVE」。2014年夜の部や2017年夜の部など出演した公演はファンの中でも語り草となっている。2019年のAD-LIVE ZEROでは「クリエイティブプロデューサー」として演出部も兼任した。
浅沼晋太郎（出場7回）
声優活動の他、劇団「ハイブリッド・アミューズメント・ショウ bpm」を立ち上げ、舞台役者に留まらず、脚本や演出も手掛ける。2016年から参加し鈴村や川尻恵太（SUGARBOY）とともに演出部を兼任していたが、2019年以降は出演者のみとして参加している。
岩田光央（出場6回）
2008年の企画立ち上げから参加。舞台経験者として黎明期のAD-LIVEを支えた。役柄として女装をすることが多い。
櫻井孝宏（出場6回）
岩田と同じく2008年の企画立ち上げから参加。抜群のトーク力、フォローや切り返しの上手さから「業界一のレシーバー」とも云われる。
梶裕貴（出場6回）
自他共に認める「AD-LIVE好き」「AD-LIVEのスペシャリスト」。ストーリーの構築とレシーブの上手さに定評がある。後述の「AD-LIVE TV」にも出演。
津田健次郎（出場6回）
出演者として参加するほか、ドキュメント作品「MATSU-LIVE」、映画「ドキュメンターテイメント AD-LIVE」の監督を務めた。舞台経験が豊富であることから、2018年通常公演のトリを浅沼とともに務めた。
小野賢章（出場6回）
子役出身であり、声優業のみならず舞台経験も豊富なことから常連として名を連ねている。
下野紘（出場5回）
過去4回の出演全てで同一のキャラを演じた。特技の即興ソングも披露している。
蒼井翔太（出場5回）

## 各公演詳細
| 年度         | 公演日                        | 会場                                                           | キャスト     | キャスト       | キャスト     | スト－リーテラー | 備考 |
| ------------ | ----------------------------- | -------------------------------------------------------------- | ------------ | -------------- | ------------ | ---------------- | --- |
| 2008年       | 2008年5月24日                 | 前進座劇場 （東京都武蔵野市）                                  | 鈴村健一     | 岩田光央       | -            | -                | 「『鈴村健一の超人タイツ ジャイアント』 微妙にスケジュールがあいませんでした ～SAKURAI～/～IWATA～」として開催                                                            |
| 2008年       | 2008年5月25日                 | 前進座劇場 （東京都武蔵野市）                                  | 鈴村健一     | 櫻井孝宏       | -            | -                | 「『鈴村健一の超人タイツ ジャイアント』 微妙にスケジュールがあいませんでした ～SAKURAI～/～IWATA～」として開催                                                            |
| 2011年       | 2011年2月12日                 | ニッショーホール （東京都港区）                                | 鈴村健一     | 岩田光央       | -            | -                | 「『鈴村健一の超人タイツ ジャイアント』 微妙にスケジュールがあいませんでした ～再会・SAKURAI～/～再会・IWATA～」として開催                                                |
| 2011年       | 2011年2月13日                 | ニッショーホール （東京都港区）                                | 鈴村健一     | 櫻井孝宏       | -            | -                | 「『鈴村健一の超人タイツ ジャイアント』 微妙にスケジュールがあいませんでした ～再会・SAKURAI～/～再会・IWATA～」として開催                                                |
| 2012年       | 2012年11月10日 2012年11月11日 | 山野ホール （東京都渋谷区）                                    | 鈴村健一     | 櫻井孝宏       | 岩田光央     | -                | 「『鈴村健一の超人タイツ ジャイアント』 ～ついにスケジュールがあいました 2012・秋～」として開催                                                                           |
| AD-LIVE      | 2014年1月11日                 | 一ツ橋ホール （東京都千代田区）                                | 森久保祥太郎 | 櫻井孝宏       | -            | -                | |
| AD-LIVE      | 2014年1月12日                 | 一ツ橋ホール （東京都千代田区）                                | 岩田光央     | 小野大輔       | -            | -                | |
| AD-LIVE      | 2014年1月13日                 | 一ツ橋ホール （東京都千代田区）                                | 鈴村健一     | 宮野真守       | -            | -                | |
| AD-LIVE      | 2014年2月1日                  | メルパルク大阪 （大阪府大阪市淀川区）                          | 鈴村健一     | 梶裕貴         | -            | -                | |
| AD-LIVE      | 2014年2月2日                  | メルパルク大阪 （大阪府大阪市淀川区）                          | 鈴村健一     | 福山潤         | -            | -                | |
| AD-LIVE 2015 | 2015年9月12日                 | パルテノン多摩 （東京都多摩市）                                | 櫻井孝宏     | 津田健次郎     | -            | 鈴村健一         | |
| AD-LIVE 2015 | 2015年9月13日                 | パルテノン多摩 （東京都多摩市）                                | 小野賢章     | 釘宮理恵       | -            | 鈴村健一         | |
| AD-LIVE 2015 | 2015年10月10日                | 三郷市文化会館 （埼玉県三郷市）                                | 梶裕貴       | 名塚佳織       | -            | 鈴村健一         | |
| AD-LIVE 2015 | 2015年10月11日                | 三郷市文化会館 （埼玉県三郷市）                                | 岡本信彦     | 谷山紀章       | -            | 鈴村健一         | |
| AD-LIVE 2015 | 2015年10月17日                | メルパルク大阪 （大阪府大阪市淀川区）                          | 岩田光央     | 浪川大輔       | -            | 鈴村健一         | |
| AD-LIVE 2015 | 2015年10月18日                | メルパルク大阪 （大阪府大阪市淀川区）                          | 下野紘       | 福山潤         | -            | 鈴村健一         | |
| AD-LIVE 2016 | 2016年9月10日                 | オリンパスホール八王子 （東京都八王子市）                      | 鈴村健一     | 寺島拓篤       | -            | -                | |
| AD-LIVE 2016 | 2016年9月11日                 | オリンパスホール八王子 （東京都八王子市）                      | 小野賢章     | 森久保祥太郎   | -            | -                | |
| AD-LIVE 2016 | 2016年9月24日                 | かつしかシンフォニーヒルズ （東京都葛飾区）                    | 梶裕貴       | 堀内賢雄       | -            | -                | |
| AD-LIVE 2016 | 2016年9月25日                 | かつしかシンフォニーヒルズ （東京都葛飾区）                    | 中村悠一     | 福山潤         | -            | -                | |
| AD-LIVE 2016 | 2016年10月29日                | メルパルク大阪 （大阪府大阪市淀川区）                          | 釘宮理恵     | 高垣彩陽       | -            | -                | |
| AD-LIVE 2016 | 2016年10月30日                | メルパルク大阪 （大阪府大阪市淀川区）                          | 浅沼晋太郎   | 下野紘         | -            | -                | |
| AD-LIVE 2017 | 2017年9月9日                  | 市川市文化会館 （千葉県市川市）                                | 鈴村健一     | てらそままさき | -            | -                | |
| AD-LIVE 2017 | 2017年9月10日                 | 市川市文化会館 （千葉県市川市）                                | 鳥海浩輔     | 中村悠一       | -            | -                | |
| AD-LIVE 2017 | 2017年9月16日                 | オリンパスホール八王子 （東京都八王子市）                      | 関智一       | 羽多野渉       | -            | -                | |
| AD-LIVE 2017 | 2017年9月17日                 | オリンパスホール八王子 （東京都八王子市）                      | 豊永利行     | 森久保祥太郎   | -            | -                | |
| AD-LIVE 2017 | 2017年10月14日                | メルパルク大阪 （大阪府大阪市淀川区）                          | 高垣彩陽     | 津田健次郎     | -            | -                | |
| AD-LIVE 2017 | 2017年10月15日                | メルパルク大阪 （大阪府大阪市淀川区）                          | 蒼井翔太     | 浅沼晋太郎     | -            | -                | |
| AD-LIVE 2018 | 2018年9月15日                 | 三郷市文化会館 （埼玉県三郷市）                                | 寺島拓篤     | 中村悠一       | -            | 鈴村健一         | |
| AD-LIVE 2018 | 2018年9月16日                 | 三郷市文化会館 （埼玉県三郷市）                                | 関智一       | 福圓美里       | -            | 鈴村健一         | |
| AD-LIVE 2018 | 2018年9月22日                 | 三郷市文化会館 （埼玉県三郷市）                                | 蒼井翔太     | 岩田光央       | -            | 鈴村健一         | |
| AD-LIVE 2018 | 2018年9月23日                 | 三郷市文化会館 （埼玉県三郷市）                                | 梶裕貴       | 羽多野渉       | -            | 鈴村健一         | |
| AD-LIVE 2018 | 2018年10月6日                 | 横須賀芸術劇場 （神奈川県横須賀市）                            | 石川界人     | 鳥海浩輔       | -            | 鈴村健一         | |
| AD-LIVE 2018 | 2018年10月7日                 | 横須賀芸術劇場 （神奈川県横須賀市）                            | 櫻井孝宏     | 前野智昭       | -            | 鈴村健一         | |
| AD-LIVE 2018 | 2018年10月27日                | メルパルク大阪 （大阪府大阪市淀川区）                          | 小野賢章     | 下野紘         | -            | 鈴村健一         | |
| AD-LIVE 2018 | 2018年10月28日                | メルパルク大阪 （大阪府大阪市淀川区）                          | 津田健次郎   | 浅沼晋太郎     | -            | 鈴村健一         | |
| AD-LIVE 2018 | 2018年11月17日                | ゼビオアリーナ仙台 （宮城県仙台市太白区）                      | 蒼井翔太     | 浅沼晋太郎     | 寺島拓篤     | 鈴村健一         | 10周年記念公演「AD-LIVE 10th Anniversary stage ～とてもスケジュールがあいました～」として開催                                                                             |
| AD-LIVE 2018 | 2018年11月17日                | ゼビオアリーナ仙台 （宮城県仙台市太白区）                      | 梶裕貴       | 下野紘         | 寺島拓篤     | 鈴村健一         | 10周年記念公演「AD-LIVE 10th Anniversary stage ～とてもスケジュールがあいました～」として開催                                                                             |
| AD-LIVE 2018 | 2018年11月18日                | ゼビオアリーナ仙台 （宮城県仙台市太白区）                      | 岩田光央     | 小野賢章       | 森久保祥太郎 | 浅沼晋太郎       | 10周年記念公演「AD-LIVE 10th Anniversary stage ～とてもスケジュールがあいました～」として開催                                                                             |
| AD-LIVE 2018 | 2018年11月18日                | ゼビオアリーナ仙台 （宮城県仙台市太白区）                      | 櫻井孝宏     | 鈴村健一       | 森久保祥太郎 | 浅沼晋太郎       | 10周年記念公演「AD-LIVE 10th Anniversary stage ～とてもスケジュールがあいました～」として開催                                                                             |
| AD-LIVE ZERO | 2019年9月7日                  | 幕張国際研修センター （千葉県千葉市美浜区）                    | 梶裕貴       | 前野智昭       | -            | -                | |
| AD-LIVE ZERO | 2019年9月14日                 | ニューピアホール （東京都港区）                                | 鈴村健一     | 吉野裕行       | -            | -                | |
| AD-LIVE ZERO | 2019年9月21日                 | 幕張国際研修センター （千葉県千葉市美浜区）                    | 仲村宗悟     | 森久保祥太郎   | -            | -                | |
| AD-LIVE ZERO | 2019年9月22日                 | 幕張国際研修センター （千葉県千葉市美浜区）                    | 寺島拓篤     | 豊永利行       | -            | -                | |
| AD-LIVE ZERO | 2019年10月12日 2019年10月13日 | 徳島県文化の森総合公園 すだちくん森のシアター （徳島県徳島市） | 鈴村健一     | 森久保祥太郎   | 浅沼晋太郎   | -                | マチ★アソビVol.23に参加。「AD-LIVE ZERO ソト★アソビ スペシャルステージ」として開催 台風のためマチ★アソビ開催が延期したため公演中止                                        |
| AD-LIVE ZERO | 2020年1月18日                 | 幕張国際研修センター （千葉県千葉市美浜区）                    | 鈴村健一     | 森久保祥太郎   | 浅沼晋太郎   | -                | 上記徳島公演が中止となったため、特別公演として代替。 |
| -            | 2020年6月6日                  | 本多劇場 （東京都世田谷区）                                    | 鈴村健一     | 鈴村健一       | -            | -                | 「本多劇場グループ PRESENTS 『DISTANCE』制御不能朗読劇〜読むAD-LIVE〜」として開催 客演：川尻恵太、御笠ノ忠次                                                              |
| AD-LIVE 2020 | 2020年9月5日                  | 森のホール21 大ホール （千葉県松戸市）                         | 森久保祥太郎 | 八代拓         | -            | -                | 2020年新型コロナウイルスの影響を考慮し、 ライブビューイングを中止、舞台会場を無観客状態で U-NEXT、ニコニコ生放送、PIA LIVE STREAMでのライブ配信（ペイパービュー）で開催。 |
| AD-LIVE 2020 | 2020年9月6日                  | 森のホール21 大ホール （千葉県松戸市）                         | 津田健次郎   | 西山宏太朗     | -            | -                | 2020年新型コロナウイルスの影響を考慮し、 ライブビューイングを中止、舞台会場を無観客状態で U-NEXT、ニコニコ生放送、PIA LIVE STREAMでのライブ配信（ペイパービュー）で開催。 |
| AD-LIVE 2020 | 2020年9月12日                 | オリンパスホール八王子 （東京都八王子市）                      | 鈴村健一     | 高木渉         | -            | -                | 2020年新型コロナウイルスの影響を考慮し、 ライブビューイングを中止、舞台会場を無観客状態で U-NEXT、ニコニコ生放送、PIA LIVE STREAMでのライブ配信（ペイパービュー）で開催。 |
| AD-LIVE 2020 | 2020年9月13日                 | オリンパスホール八王子 （東京都八王子市）                      | 小野賢章     | 木村良平       | -            | -                | 2020年新型コロナウイルスの影響を考慮し、 ライブビューイングを中止、舞台会場を無観客状態で U-NEXT、ニコニコ生放送、PIA LIVE STREAMでのライブ配信（ペイパービュー）で開催。 |
| AD-LIVE 2020 | 2020年10月24日                | メルパルク大阪 （大阪府大阪市淀川区）                          | 木村昴       | 仲村宗悟       | -            | -                | 2020年新型コロナウイルスの影響を考慮し、 ライブビューイングを中止、舞台会場を無観客状態で U-NEXT、ニコニコ生放送、PIA LIVE STREAMでのライブ配信（ペイパービュー）で開催。 |
| AD-LIVE 2020 | 2020年10月25日                | メルパルク大阪 （大阪府大阪市淀川区）                          | 浅沼晋太郎   | 日笠陽子       | -            | -                | 2020年新型コロナウイルスの影響を考慮し、 ライブビューイングを中止、舞台会場を無観客状態で U-NEXT、ニコニコ生放送、PIA LIVE STREAMでのライブ配信（ペイパービュー）で開催。 |
| AD-LIVE 2020 | 2020年11月21日                | カルッツかわさき （神奈川県川崎市川崎区）                      | 蒼井翔太     | 浪川大輔       | -            | -                | 2020年新型コロナウイルスの影響を考慮し、 ライブビューイングを中止、舞台会場を無観客状態で U-NEXT、ニコニコ生放送、PIA LIVE STREAMでのライブ配信（ペイパービュー）で開催。 |
| AD-LIVE 2020 | 2020年11月22日                | カルッツかわさき （神奈川県川崎市川崎区）                      | 鳥海浩輔     | 吉野裕行       | -            | -                | 2020年新型コロナウイルスの影響を考慮し、 ライブビューイングを中止、舞台会場を無観客状態で U-NEXT、ニコニコ生放送、PIA LIVE STREAMでのライブ配信（ペイパービュー）で開催。 |
| AD-LIVE 2021 | 2021年9月4日                  | J:COMホール八王子 （東京都八王子市）                           | 木村昴       | 杉田智和       | -            | 鈴村健一         | |
| AD-LIVE 2021 | 2021年9月5日                  | J:COMホール八王子 （東京都八王子市）                           | 諏訪部順一   | 吉野裕行       | -            | 鈴村健一         | |
| AD-LIVE 2021 | 2021年9月25日                 | 三郷市文化会館 （埼玉県三郷市）                                | 畠中祐       | 八代拓         | -            | 鈴村健一         | |
| AD-LIVE 2021 | 2021年9月26日                 | 三郷市文化会館 （埼玉県三郷市）                                | 榎木淳弥     | 森久保祥太郎   | -            | 鈴村健一         | |
| AD-LIVE 2021 | 2021年10月9日                 | メルパルク大阪 （大阪府大阪市淀川区）                          | 下野紘       | 前野智昭       | -            | 鈴村健一         | |
| AD-LIVE 2021 | 2021年10月10日                | メルパルク大阪 （大阪府大阪市淀川区）                          | 蒼井翔太     | 安元洋貴       | -            | 鈴村健一         | |
| AD-LIVE 2022 | 2022年8月27日                 | J:COMホール八王子 （東京都八王子市）                           | 津田健次郎   | 畠中祐         | 和田雅成     | -                | |
| AD-LIVE 2022 | 2022年8月28日                 | J:COMホール八王子 （東京都八王子市）                           | 逢坂良太     | 森久保祥太郎   | 陳内将       | -                | |
| AD-LIVE 2022 | 2022年9月17日                 | 森のホール21 大ホール （千葉県松戸市）                         | 榎木淳弥     | 島﨑信長       | 荒牧慶彦     | -                | |
| AD-LIVE 2022 | 2022年9月18日                 | 森のホール21 大ホール （千葉県松戸市）                         | 江口拓也     | 安元洋貴       | 速水奨       | -                | |
| AD-LIVE 2022 | 2022年9月24日                 | 大阪国際交流センター 大ホール （大阪府大阪市天王寺区）         | 浅沼晋太郎   | 上村祐翔       | 鳥越裕貴     | -                | |
| AD-LIVE 2022 | 2022年9月25日                 | 大阪国際交流センター 大ホール （大阪府大阪市天王寺区）         | 小野賢章     | 神谷浩史       | 高橋健介     | -                | |
| AD-LIVE 2023 | 2023年8月26日                 | J:COMホール八王子 （東京都八王子市）                           | 下野紘       | 鳥海浩輔       | -            | 鈴村健一         | |
| AD-LIVE 2023 | 2023年8月27日                 | J:COMホール八王子 （東京都八王子市）                           | 津田健次郎   | 森久保祥太郎   | -            | 鈴村健一         | |
| AD-LIVE 2023 | 2023年9月23日                 | メルパルク大阪 （大阪府大阪市淀川区）                          | 蒼井翔太     | 新木宏典       | -            | 鈴村健一         | |
| AD-LIVE 2023 | 2023年9月24日                 | メルパルク大阪 （大阪府大阪市淀川区）                          | 武内駿輔     | 畠中祐         | -            | 鈴村健一         | |
| AD-LIVE 2023 | 2023年11月11日                | 片柳アリーナ （東京都大田区）                                  | 浅沼晋太郎   | 岡本信彦       | -            | 鈴村健一         | 東京特別公演として開催 |
| AD-LIVE 2023 | 2023年11月11日                | 片柳アリーナ （東京都大田区）                                  | 小野賢章     | 梶裕貴         | -            | 鈴村健一         | 東京特別公演として開催 |
| AD-LIVE 2023 | 2023年11月12日                | 片柳アリーナ （東京都大田区）                                  | 内田雄馬     | 木村良平       | -            | 鈴村健一         | 東京特別公演として開催 |
| AD-LIVE 2023 | 2023年11月12日                | 片柳アリーナ （東京都大田区）                                  | 陳内将       | 福山潤         | -            | 鈴村健一         | 東京特別公演として開催 |

サブキャスト（2017年より「彩-LIVE」と呼称）
2012年 - 山村真也、横島裕
2014年 - 向山智成
2015年 - 向山智成
2016年 - 犬飼若博、大堀こういち、川本成（あさりど）、小山めぐみ、竹井亮介（親族代表）、西山宏幸、廣瀬詩映莉、松本寛也、諸岡立身（トーキョーハイライト）、安田ユーシ、山岸拓生（拙者ムニエル）、外崎友亮、向山智成
2017年 - 猪狩敦子（bpm）、小山めぐみ、渋木のぼる、砂川禎一郎（夜ふかしの会）、辻本耕志（フラミンゴ）、廣瀬詩映莉、向山智成、矢部遼平、浅沼晋太郎
2018年 - 猪狩敦子、砂川禎一郎、辻本耕志、青地洋、原彩弓、小山めぐみ、向山智成
2019年 - 鈴村健一、森久保祥太郎、足立信彦（順風男女）、向山智成
2020年 - 足立信彦、猪狩敦子、南大介、原彩弓
2021年 - 青地洋、足立信彦、安田ユーシ
2022年 - 鈴村健一、砂川禎一郎

## DVD・Blu-ray
| タイトル        | 出演者                                                          | 発売日        | 通番（DVD）                      | 通番（Blu-ray）                  | 販売元               | 備考                                   |
| --------------- | --------------------------------------------------------------- | ------------- | -------------------------------- | -------------------------------- | -------------------- | -------------------------------------- |
| 2011            | 岩田光央・鈴村健一 櫻井孝宏・鈴村健一                           | 2011年9月30日 |                                  |                                  | フロンティアワークス | それぞれの夜公演を収録。               |
| 2012上巻        | 岩田光央・櫻井孝宏・鈴村健一                                    | 2013年4月24日 |                                  |                                  | フロンティアワークス | 2012年11月10日公演を収録。             |
| 2012下巻        | 岩田光央・櫻井孝宏・鈴村健一                                    | 2013年5月22日 |                                  |                                  | フロンティアワークス | 2012年11月11日公演を収録。             |
| 2014第1巻       | 櫻井孝宏・森久保祥太郎                                          | 2014年4月30日 | FFBW-0011                        |                                  | フロンティアワークス |                                        |
| 2014第2巻       | 岩田光央・小野大輔                                              | 2014年5月28日 | FFBW-0012                        |                                  | フロンティアワークス |                                        |
| 2014第3巻       | 鈴村健一・宮野真守                                              | 2014年5月28日 | FFBW-0013                        |                                  | フロンティアワークス |                                        |
| 2014第4巻       | 梶裕貴・鈴村健一                                                | 2014年6月25日 | FFBW-0014                        |                                  | フロンティアワークス |                                        |
| 2014第5巻       | 鈴村健一・福山潤                                                | 2014年6月25日 | FFBW-0015                        |                                  | フロンティアワークス |                                        |
| 2015第1巻       | 櫻井孝宏・津田健次郎・鈴村健一                                  | 2016年1月27日 | ANSB-10031 ANSB-10032            |                                  | アニプレックス       |                                        |
| 2015第2巻       | 小野賢章・釘宮理恵・鈴村健一                                    | 2016年1月27日 | ANSB-10033 ANSB-10034            |                                  | アニプレックス       |                                        |
| 2015第3巻       | 梶裕貴・名塚佳織・鈴村健一                                      | 2016年2月24日 | ANSB-10035 ANSB-10036            |                                  | アニプレックス       |                                        |
| 2015第4巻       | 岡本信彦・谷山紀章・鈴村健一                                    | 2016年2月24日 | ANSB-10037 ANSB-10038            |                                  | アニプレックス       |                                        |
| 2015第5巻       | 岩田光央・浪川大輔・鈴村健一                                    | 2016年3月23日 | ANSB-10039 ANSB-10040            |                                  | アニプレックス       |                                        |
| 2015第6巻       | 下野紘・福山潤・鈴村健一                                        | 2016年3月23日 | ANSB-10041 ANSB-10042            |                                  | アニプレックス       |                                        |
| 2016第1巻       | 鈴村健一・寺島拓篤                                              | 2017年2月22日 |                                  |                                  | アニプレックス       |                                        |
| 2016第2巻       | 小野賢章・森久保祥太郎                                          | 2017年2月22日 |                                  |                                  | アニプレックス       |                                        |
| 2016第3巻       | 梶裕貴・堀内賢雄                                                | 2017年3月22日 |                                  |                                  | アニプレックス       |                                        |
| 2016第4巻       | 中村悠一・福山潤                                                | 2017年3月22日 |                                  |                                  | アニプレックス       |                                        |
| 2016第5巻       | 釘宮理恵・高垣彩陽                                              | 2017年4月26日 |                                  |                                  | アニプレックス       |                                        |
| 2016第6巻       | 浅沼晋太郎・下野紘                                              | 2017年4月26日 |                                  |                                  | アニプレックス       |                                        |
| 2017第1巻       | 鈴村健一・てらそままさき                                        | 2018年2月28日 |                                  |                                  | アニプレックス       |                                        |
| 2017第2巻       | 鳥海浩輔・中村悠一                                              | 2018年2月28日 |                                  |                                  | アニプレックス       |                                        |
| 2017第3巻       | 関智一・羽多野渉                                                | 2018年3月28日 |                                  |                                  | アニプレックス       |                                        |
| 2017第4巻       | 豊永利行・森久保祥太郎                                          | 2018年3月28日 |                                  |                                  | アニプレックス       |                                        |
| 2017第5巻       | 高垣彩陽・津田健次郎                                            | 2018年4月25日 |                                  |                                  | アニプレックス       |                                        |
| 2017第6巻       | 蒼井翔太・浅沼晋太郎                                            | 2018年4月25日 |                                  |                                  | アニプレックス       |                                        |
| 2018第1巻       | 寺島拓篤・中村悠一・鈴村健一                                    | 2019年2月27日 | ANSB-10121 ANSX-10122            | ANSX-10121 ANSX-10122            | アニプレックス       |                                        |
| 2018第2巻       | 関智一・福圓美里・鈴村健一                                      | 2019年2月27日 | ANSB-10123 ANSB-10124            | ANSX-10123 ANSX-10124            | アニプレックス       |                                        |
| 2018第3巻       | 蒼井翔太・岩田光央・鈴村健一                                    | 2019年3月27日 | ANSB-10125 ANSB-10126            | ANSX-10125 ANSX-10126            | アニプレックス       |                                        |
| 2018第4巻       | 梶裕貴・羽多野渉・鈴村健一                                      | 2019年3月27日 | ANSB-10127 ANSB-10128            | ANSX-10127 ANSX-10128            | アニプレックス       |                                        |
| 2018第5巻       | 石川界人・鳥海浩輔・鈴村健一                                    | 2019年4月24日 | ANSB-10129 ANSB-10130            | ANSX-10129 ANSX-10130            | アニプレックス       |                                        |
| 2018第6巻       | 櫻井孝宏・前野智昭・鈴村健一                                    | 2019年4月24日 | ANSB-10131 ANSB-10132            | ANSX-10131 ANSX-10132            | アニプレックス       |                                        |
| 2018第7巻       | 小野賢章・下野紘・鈴村健一                                      | 2019年5月29日 | ANSB-10133 ANSB-10134            | ANSX-10133 ANSX-10134            | アニプレックス       |                                        |
| 2018第8巻       | 浅沼晋太郎・津田健次郎・鈴村健一                                | 2019年5月29日 | ANSB-10135 ANSB-10136            | ANSX-10135 ANSX-10136            | アニプレックス       |                                        |
| 10周年公演第1巻 | 蒼井翔太・浅沼晋太郎・梶裕貴 下野紘・寺島拓篤・鈴村健一         | 2019年7月24日 | ANSB-10137 ANSB-10138 ANSB-10139 | ANSX-10137 ANSX-10138 ANSX-10139 | アニプレックス       |                                        |
| 10周年公演第2巻 | 岩田光央・小野賢章・櫻井孝宏 鈴村健一・森久保祥太郎・浅沼晋太郎 | 2019年7月24日 | ANSB-10140 ANSB-10141 ANSB-10142 | ANSX-10140 ANSX-10141 ANSX-10142 | アニプレックス       |                                        |
| ZERO第1巻       | 梶裕貴・前野智昭                                                | 2020年2月26日 | ANSB-10161 ANSB-10162            | ANSX-10161 ANSX-10162            | アニプレックス       |                                        |
| ZERO第2巻       | 鈴村健一・吉野裕行                                              | 2020年2月26日 | ANSB-10163 ANSB-10164            | ANSX-10163 ANSX-10164            | アニプレックス       |                                        |
| ZERO第3巻       | 仲村宗悟・森久保祥太郎                                          | 2020年3月25日 | ANSB-10165 ANSB-10166            | ANSX-10165 ANSX-10166            | アニプレックス       |                                        |
| ZERO第4巻       | 寺島拓篤・豊永利行                                              | 2020年3月25日 | ANSB-10167 ANSB-10168            | ANSX-10167 ANSX-10168            | アニプレックス       |                                        |
| ZERO第5巻       | 鈴村健一・森久保祥太郎・浅沼晋太郎                              | 2020年5月27日 | ANSB-10177 ANSB-10178            | ANSX-10177 ANSX-10178            | アニプレックス       |                                        |
| 2020第1巻       | 森久保祥太郎・八代拓                                            | 2021年1月24日 | ANSB-10201 ANSB-10202            | ANSX-10201 ANSX-10202            | アニプレックス       |                                        |
| 2020第2巻       | 津田健次郎・西山宏太朗                                          | 2021年3月24日 | ANSB-10203 ANSB-10204            | ANSX-10203 ANSX-10204            | アニプレックス       |                                        |
| 2020第3巻       | 高木渉・鈴村健一                                                | 2021年3月24日 | ANSB-10205 ANSB-10206            | ANSX-10205 ANSX-10206            | アニプレックス       |                                        |
| 2020第4巻       | 小野賢章・木村良平                                              | 2021年3月24日 | ANSB-10207 ANSB-10208 ANSB-10217 | ANSX-10207 ANSX-10208 ANSX-10217 | アニプレックス       | 当初の販売予定を変更し、昼公演のみ収録 |
| 2020第5巻       | 木村昴・仲村宗悟                                                | 2021年4月28日 | ANSB-10209 ANSB-10210            | ANSX-10209 ANSX-10210            | アニプレックス       |                                        |
| 2020第6巻       | 浅沼晋太郎・日笠陽子                                            | 2021年4月28日 | ANSB-10211 ANSB-10212            | ANSX-10211 ANSX-10212            | アニプレックス       |                                        |
| 2020第7巻       | 蒼井翔太・浪川大輔                                              | 2021年5月26日 | ANSB-10213 ANSB-10214            | ANSX-10213 ANSX-10214            | アニプレックス       |                                        |
| 2020第8巻       | 鳥海浩輔・吉野裕行                                              | 2021年5月26日 | ANSB-10215 ANSB-10216            | ANSX-10215 ANSX-10216            | アニプレックス       |                                        |
| 2021第1巻       | 木村昴・杉田智和                                                | 2022年3月16日 | ANSB-10221 ANSB-10222            | ANSX-10221 ANSX-10222            | アニプレックス       |                                        |
| 2021第2巻       | 諏訪部順一・吉野裕行                                            | 2022年3月16日 | ANSB-10223 ANSB-10224            | ANSX-10223 ANSX-10224            | アニプレックス       |                                        |
| 2021第3巻       | 畠中 祐・八代 拓                                                | 2022年4月20日 | ANSB-10225 ANSB-10226            | ANSX-10225 ANSX-10226            | アニプレックス       |                                        |
| 2021第4巻       | 榎木淳弥・森久保祥太郎                                          | 2022年4月20日 | ANSB-10227 ANSB-10228            | ANSX-10227 ANSX-10228            | アニプレックス       |                                        |
| 2021第5巻       | 下野 紘・前野智昭                                               | 2022年5月18日 | ANSB-10229 ANSB-10230            | ANSX-10229 ANSX-10230            | アニプレックス       |                                        |
| 2021第6巻       | 蒼井翔太・安元洋貴                                              | 2022年5月18日 | ANSB-10231 ANSB-10232            | ANSX-10231 ANSX-10232            | アニプレックス       |                                        |

## 関連番組

### MATSU-LIVE

#### 概要
津田健次郎が2016年度公演の舞台裏を撮影したドキュメンタリー番組。

#### 出演
- 鈴村健一

- 寺島拓篤
- 小野賢章
- 森久保祥太郎
- 梶裕貴
- 堀内賢雄
- 中村悠一
- 福山潤
- 釘宮理恵
- 高垣彩陽
- 浅沼晋太郎
- 下野紘

- 津田健次郎

#### スタッフ
制作プロダクション：祭
監督：津田健次郎

#### 放送日程
TOKYO MX
2017年1月22日 19:00 - 19:30
MBS毎日放送
2017年1月22日 25:35 - 26:05
BS11
2017年1月25日 25:00 - 25:30

### AD-LIVE TV

#### 概要
アニメイト池袋本店で開催された「AD-LIVE展」会場を舞台に、鈴村と梶が繰り広げる"AD-LIVEな"トークバラエティ。

#### 出演
- 鈴村健一（MC）

- 梶裕貴
- 森久保祥太郎

#### スタッフ
- ナレーター：中谷一博
- 構成：伊福部崇
- 撮影：遠山眞史（Zeta）
- 照明：根建勝広（PROGRESSO）
- 音響効果：安原裕人、三濱徹也
- オンライン編集：和田玄太郎、佐藤佑美
- MA：日比野倫啓、小倉彩乃
- ラインプロデューサー：上林健治
- 制作アシスタント：中山佳介
- チーフディレクター：東久保栄太
- ディレクター：島田健作、兒玉佳恵
- キャスティング協力：桑原敦
- 制作協力：キュー・テック、Karte
- 企画協力：鈴木明秀、アシストポート、インテンション、ヴィムス
- 宣伝：金谷好
- アシスタントプロデューサー：井上めぐみ
- プロデューサー：高橋祐馬、瓜生恭子
- 総合プロデューサー：鈴村健一
- 制作著作：AD-LIVE Project

#### 放送日程
TOKYO MX
2018年2月18日 20:00 - 20:30
BS11
2018年2月19日 23:30 - 24:00
MBS毎日放送
2018年2月22日 27:15 - 27:45

## 映画
2019年に映画化。鈴村は実写映画初主演、監督を務める津田健次郎にとっても監督デビュー作となる。

### ストーリー
AD-LIVEの打ち合わせや本番直前、AD-LIVEの原点に還る旅の様子など、普段は見られないAD-LIVEの裏側に密着した映画になっている。

### キャスト
- 鈴村健一

- てらそままさき
- 鳥海浩輔
- 中村悠一
- 関智一
- 羽多野渉
- 豊永利行
- 森久保祥太郎
- 高垣彩陽
- 津田健次郎
- 蒼井翔太
- 浅沼晋太郎

- 岩田光央
- 櫻井孝宏

- 辻本耕志（フラミンゴ）
- 渋木のぼる

### スタッフ
- 撮影：橋本清明・関森崇
- 照明：高橋雄一郎・本田祐介
- 録音：井筒康仁
- 美術：橋本昌和
- 振付：CHINO
- 演出補・編集：熊谷涼花

- 音楽：宮崎誠
- 音楽プロデューサー：鈴木めぐみ・十河大和
- 音楽ディレクター：福井健吾（VERYGOO）
- 音楽制作：アニプレックス

- プロデューサー：高橋祐馬・中村卓郎
- 助監督：川崎明子

- 配給：ライブ・ビューイング・ジャパン
- 制作担当：池田飛鳥
- 制作プロダクション：祭
- 製作：AD-LIVE Project

- 監督・脚本：津田健次郎